# Divina Tragedia
Divina Tragedia è un quadro a olio su tela di 400 centimetri per 550 di Paul Chenavard, esposto al Salon del 1869, che raffigura la morte degli dèi dell'antichità e quella dello stesso Cristo, che ascende al cielo, accanto a Dio Padre. Attualmente quest'opera si trova al museo d'Orsay.

## Descrizione
Si tratta di un'opera molto complessa (il cui titolo si ispira a quello della Divina Commedia) ma l'artista ha lasciato ai posteri una chiave di lettura che permette di identificare le diverse figure rappresentate:
"Con la fine delle religioni antiche e l'avvento in cielo della Trinità cristiana, la Morte, aiutata dall'angelo della Giustizia e dallo spirito, colpisce gli dèi che devono perire. Al centro: il nuovo Dio spira, con le braccia in croce, sul petto del Padre la cui testa è velata dalle nuvole. In alto, nel cielo serafico, i beati si ricongiungono e si abbracciano. Alcuni cherubini alati hanno i tratti della Morte, perché questa è ovunque. Dietro il gruppo centrale appaiono Adamo ed Eva da un lato e la Vergine col Bambino dall'altro, a rappresentare la caduta e la redenzione. Più in basso, sotto l'arcobaleno sul quale siede il Padre, da un lato Satana lotta contro l'angelo, dall'altra l'avvoltoio divora Prometeo incatenato. In basso: Maia, la vecchia indiana, piange sui corpi di Giove Ammone e di Iside-Cibele dalla testa di vacca e dalle mammelle numerose, che sono morti tenendosi la mano e che furono dei suoi contemporanei. A sinistra: Minerva, accompagnata dal serpente che le fu consacrato, si arma con la testa di Medusa, il cui sangue ha fatto nascere Pegaso, cavalcato da Ercole, l'emblema della forza poetica dell'antichità. Il semidio si stupisce dinnanzi alla forza del tutto morale del nuovo Dio. Diana-Ecate lancia le sue ultime frecce contro il Cristo. Dietro: Apollo scortica Marsia, simboleggiando, a quanto sembra, il trionfo dell'intelligenza sulla bestialità. Sullo sfondo, nell'ombra: Odino avanza appoggiandosi a un ramo di frassino, ascoltando le due cornacchie che gli dicono l'una il passato, l'altra l'avvenire. Egli è seguito dal lupo Fenris, sempre furioso. Vicino a Odino, suo figlio Heimdallr soffia nel suo corno per chiamare gli altri dèi del Nord. In alto: le Parche sotto l'astro cangiante, e più in alto l'Androgino eterno, simbolo di armonia delle due nature o dei principi contrari, con indosso il berretto frigio e seduto sulla sua Chimera. A destra: Thor, armato del suo martello pesante, del suo guanto e dello scudo che raddoppia le sue forze, combatte il mostro Jörmungandr, in una lotta che non deve finire se non con il mondo, poiché simboleggia quella del bene e del male. Bacco e Amore formano una triade con Venere, che trasportano addormentata. Dietro: Mercurio prende Pandora, che è svenuta aprendo lo scrigno fatale. In alto, la Morte, l'angelo e lo spirito fanno precipitare nell'abisso Tifone d'Egitto, dalla testa canina, il Demiurgo nero, un persiano dal corpo leonino, nonché i pianeti alati e gli astri fiammeggianti. Nell'angolo inferiore, a destra, uno spettatore, posto su una parte della città di Roma, indica il luogo della visione."

## Accoglienza

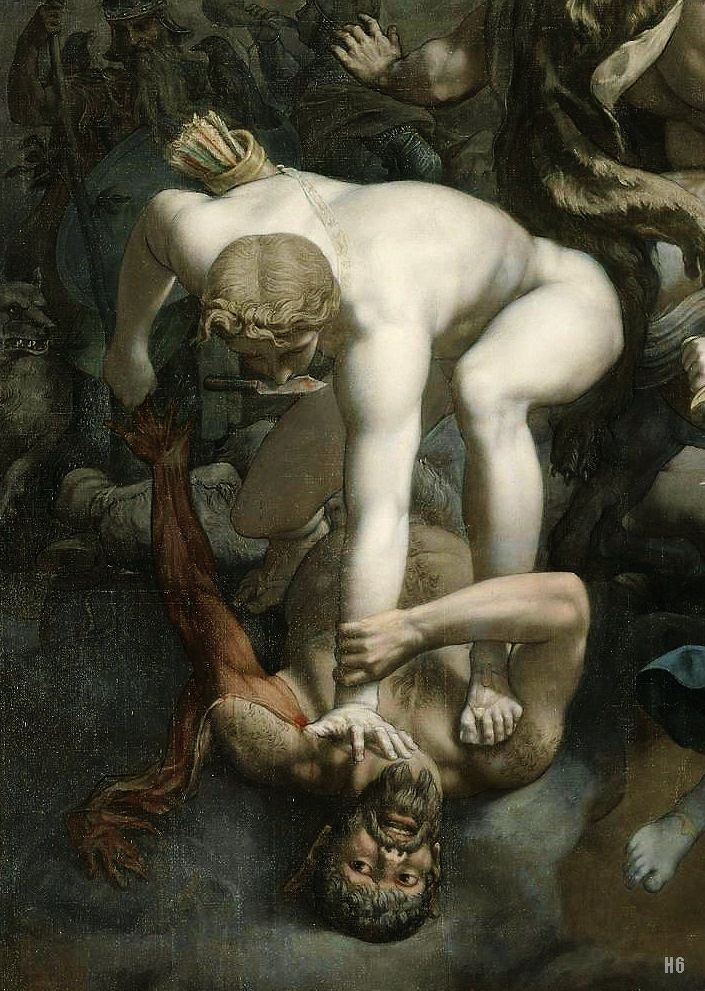
Un dettaglio di Apollo e Marsia.

Esposta al Salone del 1869, quest'opera, giudicata troppo complessa e annegata nei riferimenti e nelle idee che il pittore voleva esprimere, incontrò l'incomprensione della critica e del pubblico. Per Théophile Gautier, "qualunque sia il giudizio che se ne faccia, la Divina Tragedia è stata un evento al Salone", ed Edmond About era della stessa opinione: ""La Divina Tragedia del signor Chenavard è un avvenimento, qualsiasi cosa si dica".

## Analisi
Quest'opera colpì i contemporanei soprattutto per il suo colore livido. Così Paul Chenavard volle simboleggiare come la scena si svolga fuori dal tempo. Attraverso la morte delle divinità, viene mostrata l'evoluzione di tutta l'umanità attraverso le credenze dei popoli della storia fin dai tempi più antichi, un'evoluzione che non è lineare ma che procede attraverso dei balzi successivi chiamati palingenesi, un termine che significa "che nasce di nuovo". "La Divina Tragedia non si può spiegare se non con una concezione "gnostica" (neoplatonica) del destino dell'uomo: l'essere primitivo, androgino, ha commesso una colpa ed è stato punito con la separazione dei sessi; da allora dovrà passare una serie di "prove" finché, purificatosi, aiutato da tanti mediatori, dei quali il Cristo è solo quello principale, potrà diventare androgino e ritornare all'unità fondamentale che è Dio".
L'eterno androgino, la figura più complessa di quest'opera, sembra l'illustrazione migliore della filosofia del suo autore: è un personaggio nimbato (l'unico in questo quadro), alato, che suona una lira e indossa un berretto frigio come Orfeo, mentre domina la forza brutale ma efficace della Chimera.